# احتلال الرور
احتلال الرور (بالألمانية: Ruhrbesetzung)‏ هي فترة احتلال فرنسا وبلجيكا العسكري لمنطقة الرور الألمانية بين 11 يناير 1923 و25 أغسطس 1925.
احتلت فرنسا وبلجيكا وادي الرور ردًا على تخلف ألمانيا عن دفع التعويضات التي فرضتها القوى المنتصرة بعد الحرب العالمية الأولى في معاهدة فرساي. أدى احتلال الرور إلى تفاقم الأزمة الاقتصادية التي عصفت بألمانيا، وانخراط المدنيين الألمان في أعمال المقاومة السلمية والعصيان المدني، التي قُتل خلالها 130 شخصًا. وفي النهاية قبلت فرنسا وبلجيكا، اللتان كانتا تواجهان ضغوطًا اقتصادية ودولية، خطة دوز لإعادة هيكلة دفع ألمانيا لتعويضات الحرب عام 1924 وسحبتا قواتهما من الرور بحلول أغسطس 1925.
ساهم احتلال الرور في إعادة تسليح ألمانيا ونمو الحركات اليمينية المتطرفة في ألمانيا.

## خلفية

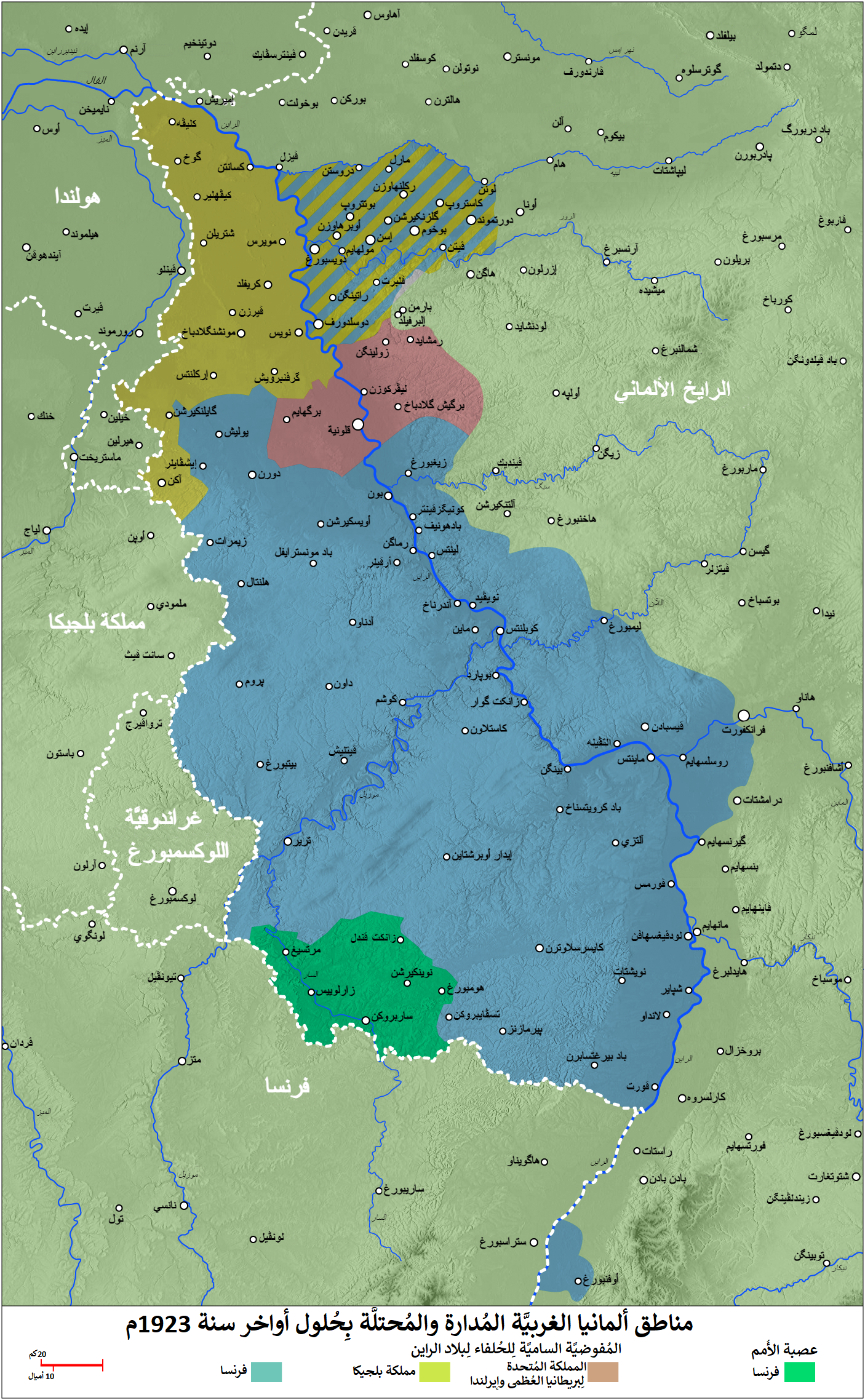
خريطة احتلال الراينلاند (1918–1919)

احتلت قوات الحلفاء منطقة حوض الراين (الراينلاند) في أعقاب الحرب العالمية الأولى. وبموجب أحكام معاهدة فرساي (1919) -التي أنهت الحرب رسميًا بانتصار الحلفاء- أُجبرت ألمانيا على تحمل مسؤولية الأضرار الناجمة عن الحرب وألزمت بدفع تعويضات الحرب للحلفاء. ولأن معظم الحرب دارت على الأراضي الفرنسية، دُفعت معظم هذه التعويضات إلى فرنسا بالدرجة الأولى. قررت لجنة التعويضات المشتركة بين الحلفاء مجموع التعويضات المطلوبة من ألمانيا يبلغ حوالي 226 مليار مارك ذهبي (ما يعادل 899 مليار دولار أمريكي في عام 2019). وفي عام 1921 خُفض المبلغ إلى 132 مليار مارك ذهبي (31.4 مليار دولار في ذلك الوقت، أي ما يعادل 442 مليار دولار أمريكي في عام 2019)، أو 6.6 مليار جنيه إسترليني (284 مليار جنيه إسترليني في عام 2019). لكن كان الدين هائلًا حتى مع التخفيض. سُددت بعض المدفوعات بتصدير المواد الخام، لذا توقفت المصانع الألمانية عن العمل، وعانى الاقتصاد الألماني، ما زاد الإضرار بقدرة البلاد على الدفع.
وفي أواخر عام 1922، كان التخلف الألماني عن سداد أقساط الدين كبيرًا، ما أدى إلى حدوث أزمة في لجنة التعويضات؛ حث المندوبون الفرنسيون والبلجيكيون على احتلال الرور لإجبار ألمانيا على دفع المزيد، بينما حث المندوب البريطاني على تخفيض هذه المدفوعات. في ديسمبر 1922، أعلنت لجنة التعويضات أن ألمانيا في حالة تخلف بسبب تخلفها عن تسليم الأخشاب، ما أدى إلى الاحتلال الفرنسي البلجيكي للرور في يناير 1923. وما أثار غضب الفرنسيين أن حصة الأخشاب التي تخلف الألمان عن تسديدها، كانوا قد حددوها بأنفسهم بناءً على تقييمهم لقدرات الألمان وخفضوها لاحقًا. اعتقد الحلفاء أن حكومة المستشار فيلهلم كونو تخلفت عن تسليم الأخشاب عمدًا لاختبار إرادة الحلفاء في إنفاذ المعاهدة. تفاقم الصراع بأكمله بسبب التخلف الألماني عن تسليم الفحم في أوائل يناير 1923، الذي كان التخلف الرابع والثلاثين عن سداد الفحم خلال الأشهر الستة والثلاثين السابقة. أمل رئيس الوزراء الفرنسي ريمون بوانكاريه في فرض عقوبات اقتصادية أنجلو-فرنسية مشتركة ضد ألمانيا في عام 1922، نظرًا لإحباطه من عدم تسديد ألمانيا للتعويضات المفروضة عليها، بيد أنه عارض العمل العسكري. لكنه لاحظ بحلول ديسمبر 1922، استنزاف الفحم اللازم لإنتاج الصلب الفرنسي والمدفوعات النقدية المنصوص عليها في معاهدة فرساي.

## الاحتلال

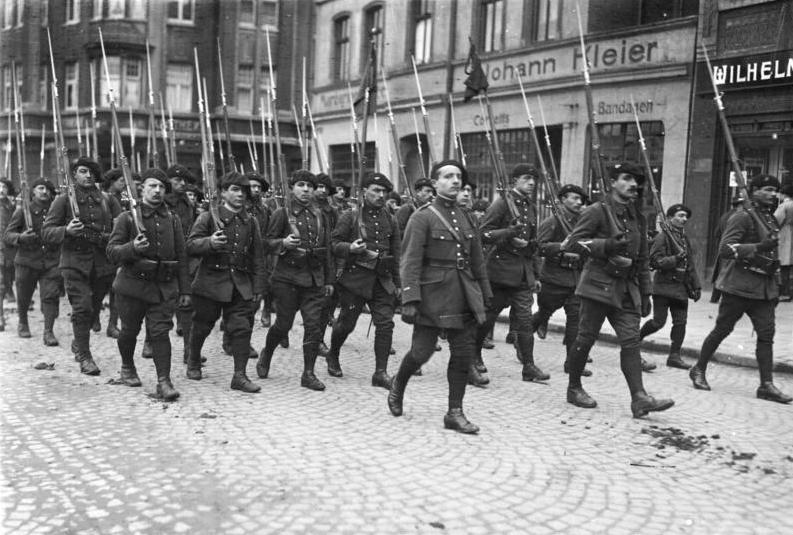
قوات مشاة جبال الألب الفرنسيَّة في بلدة بور الألمانيَّة

قرر بوانكاريه بعد مداولات كثيرة، احتلال الرور في 11 يناير 1923 لاستخراج التعويضات بنفسه. كانت القضية الحقيقية خلال حملة الرور، «المعركة ضد الاحتلال الفرنسي» كما وصفها الألمان، بل كانت قدسية معاهدة فرساي، لا التخلف الألماني عن تسليم الفحم والخشب. جادل بوانكاريه البريطانيين كثيرًا بأن السماح للألمان بتحدي معاهدة فرساي من ناحية التعويضات قد يخلق سابقة تؤدي إلى تهرب الألمان من بقية المعاهدة. وأخيرًا، جادل بوانكاريه أنه بمجرد تدمير القيود التي كانت تلزم ألمانيا في معاهدة فرساي، فمن المحتمل أن تغرق ألمانيا العالم في حرب عالمية أخرى.
أوعز بوانكاريه بمباشرة الغزو بتاريخ 11 يناير عام 1923. نفذ فيلق المشاة 32 بقيادة الجنرال ألفونس كارون هذه العملية، تحت إشراف الجنرال جان ماري ديغوت. تقول بعض لنظريات أن الفرنسيين احتلوا مراكز إنتاج الفحم والحديد والصلب الألماني في حوض الرور للحصول على المال فقط. ويقول آخرون أن فرنسا فعلت ذلك لضمان دفع التعويضات بالسلع، لأن المارك لم يكن له قيمة عمليًا بسبب التضخم الجامح الحاصل في نهاية عام 1922.
انخفض توريد الحديد الخام على الجانب الفرنسي والفحم على الجانب الألماني بسبب فصل أراضي حوض السار عن ألمانيا، وكانت قيمة السلعتين أكبر بكثير من كل منهما على حدة: نمت سلسلة التوريد بشكل متكامل خلال مرحلة التصنيع في ألمانيا بعد عام 1870، ولكن مشاكل حواجز العملات والنقل والاستيراد والتصدير هددت بتدمير صناعة الصلب في كلا البلدين. وفي النهاية، حلت هذه المشكلة لدى الجماعة الأوروبية للفحم والصلب بعد الحرب العالمية الثانية.
أنشئت البعثة المشتركة بين الحلفاء بعد قرار فرنسا بغزو الرور لمراقبة المصانع والمناجم ولضمان تسديد ألمانيا للفحم.

## المقاومة السلمية

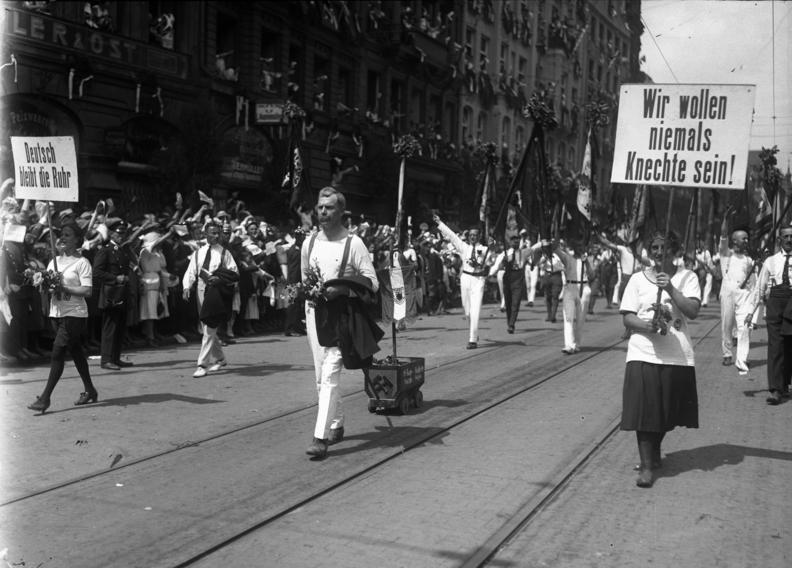
مظاهرة للاعبي جمباز من الرور في مهرجان ميونخ للجمباز عام 1923 (تعني اللافتة على اليسار «الرور سيبقى ألمانيًا»; واللافتة على اليمين تعني «لن نرغب في أن نكون مُقطعين بتاتًا».)

استُقبل احتلال الحلفاء بحملة مقاومة سلمية من السكان الألمان. قُتل ما يقارب 130 مدنيًا ألمانيًا على يد جيش الاحتلال الفرنسي خلال الأحداث، بما فيها احتجاجات العصيان المدني ضد طرد المسؤولين الألمان على سبيل المثال. أكدت بعض النظريات أن الحكومة الألمانية دفعت ثمن المقاومة السلمية في الرور في عام 1923، لأنها أدت إلى التضخم الجامح الذي دمر الاقتصاد الألماني. يقول آخرون أن التضخم المفرط كان راسخًا من قبل بسبب مدفوعات التعويض التي بدأت في نوفمبر 1921، ولمواجهة الانهيار الاقتصادي، ومع ارتفاع معدلات البطالة وارتفاع معدلات التضخم، أوقفت حكومة غوستاف شتريسمان الائتلافية الجديدة الإضرابات في سبتمبر 1923 وأعقب هذا إعلان حالة الطوارئ. ولكن، تحولت الاضطرابات المدنية إلى أعمال شغب ومحاولات انقلاب استهدفت حكومة جمهورية فايمار، بما في ذلك محاولة انقلاب بير هول. وأُعلن عن الجمهورية الراينية في آخن (إيكس لا شابيل) في أكتوبر 1923.
رغم نجاح الفرنسيين باحتلالهم للرور، لكن الألمان فازوا بتعاطف عالمي بسبب مقاومتهم السلمية في منطقة الرور والتضخم المفرط الذي دمر اقتصاد ألمانيا، وتحت الضغط المالي الأنجلو أمريكي الشديد (والانخفاض المتزامن في القيمة الفرنك الذي جعل الفرنسيين قابلين إلى حد بعيد بالضغوط التي مارستها وول ستريت وكبار قطاع الاقتصاد اللندني)، أجبر الفرنسيون على الموافقة على خطة دوز في شهر أبريل من عام 1924، والتي خفضت مدفوعات التعويض الألمانية تخفيضًا كبيرًا. بموجب خطة دوز، دفعت ألمانيا مليار مارك فقط في 1924، ثم زادت المبالغ خلال السنوات الثلاث المقبلة، حتى ارتفع المجموع إلى 2.25 مليار مارك بحلول عام 1927.

### التعاطف مع ألمانيا

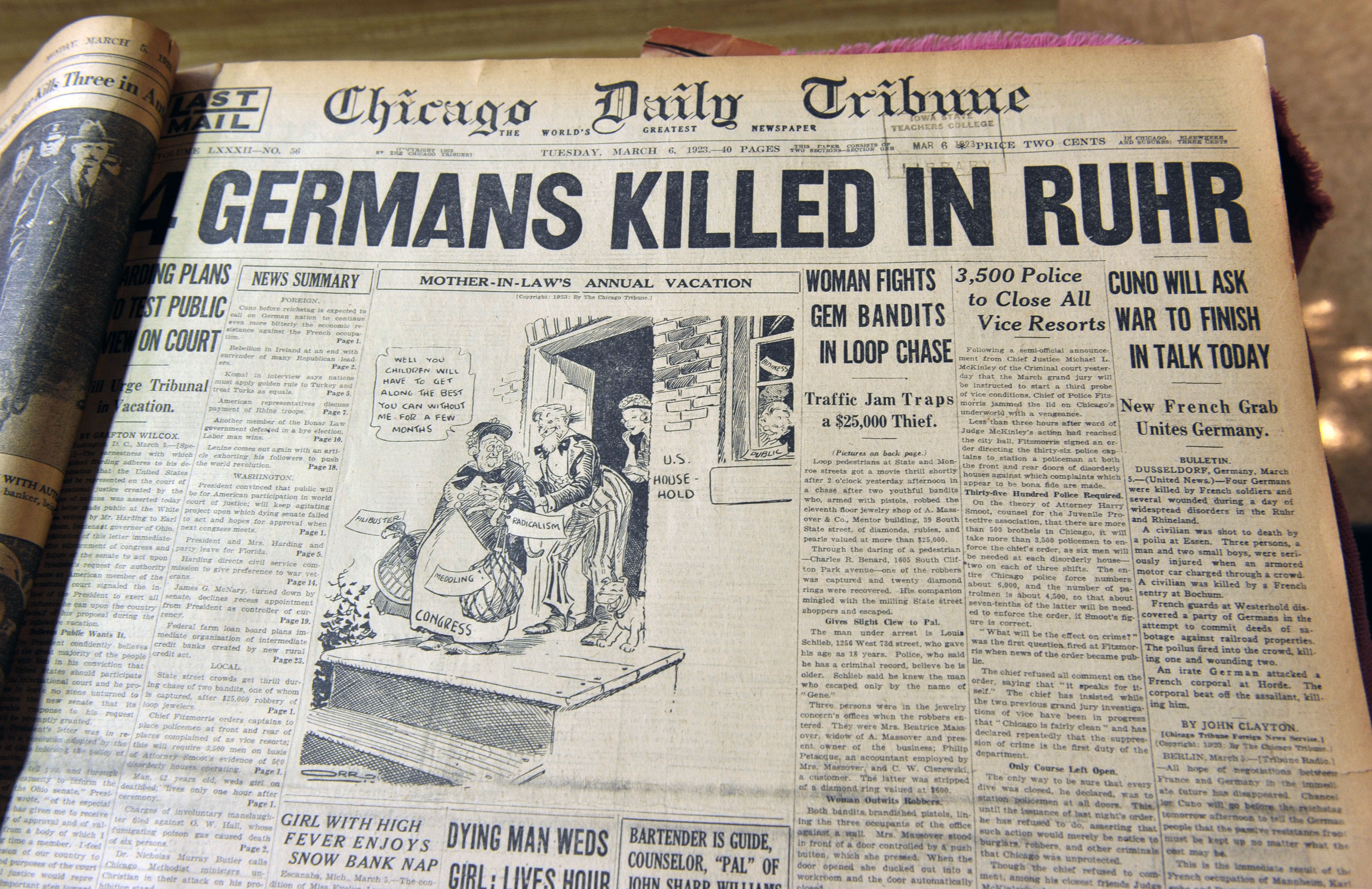
افتتاحية صحيفة «شيكاغو ديلي تريبيون» يوم 6 مارس عام 1923 تعلن فيه قتل أربعة ألمان عُزّل في الرور على يد المُحتل الفرنسيّ

على الصعيد الدولي، ساهم الغزو الفرنسي لألمانيا في تعزيز التعاطف مع الجمهورية الألمانية، ورغم عدم اتخاذ عصبة الأمم لأي إجراء ضد احتلال الرور لأنه كان قانونيًا عمليًا بموجب معاهدة فرساي. قبل الفرنسيون، بسبب مشاكلهم الاقتصادية خطة دوز، وانسحبوا من المناطق المحتلة في شهري يوليو وأغسطس 1925. أجليت آخر القوات الفرنسية من دوسلدورف ودويسبورغ بالإضافة إلى ميناء المدينة المهم في دويسبورغ-رورأورت في 25 أغسطس 1925، منهيةً الاحتلال الفرنسي لمنطقة الرور. قالت سالي ماركس، إن احتلال الرور «كان مربحًا ولم يسبب التضخم الجامح في ألمانيا، الذي بدأ عام 1922 ولكن التضخم كان بسبب ردود ألمانيا على احتلال الرور، ولم يسبب انهيار الفرنك عام 1924، الذي نشأ عن الممارسات المالية الفرنسية وتلاشي التعويضات». قدّرت الباحثة سالي ماركس أن الأرباح، بعد تكاليف احتلال الرور-الراينلاد، بلغت نحو 900 مليون مارك ذهبي.

### بوانكاريه
رغب رئيس الوزراء الفرنسي بوانكاريه، رغم خلافاته مع بريطانيا، في الحفاظ على الوفاق الأنجلو فرنسي، وبالتالي اعتدال أهدافه إلى حد ما. كان هدفه الرئيس الفوز باستخراج التعويضات من ألمانيا، ولكن أدت أساليبه غير المرنة وشخصيته الاستبدادية إلى فشل دبلوماسيته.